# Музей М. В. Ломоносова
Музей М. В. Ломоносова — отдел Музея этнографии и антропологии им. Петра Великого (Кунсткамера) Российской академии наук, старейший и ведущий центр изучения наследия М. В. Ломоносова.

## История
Роль М. В. Ломоносова в истории отечественной и мировой науки, влияние его научного творчества на становление самых различных областей знания, его значение для российской культуры, наконец, административная деятельность в Академии наук и Санкт-Петербургском университете обусловили не только самый живой интерес к его личности, но и необходимость создания академического учреждения, единственной задачей которого станет изучение и популяризация наследия великого русского учёного. В 1947 г. по инициативе Президента АН СССР С. И. Вавилова распоряжением Президиума АН СССР в структуре ленинградского Института этнографии был создан «Ломоносовский музей», или «Музей М. В. Ломоносова» . Официальное открытие музея состоялось 5 января 1949 г. Экспозиции разместились в башне здания Кунсткамеры, в котором М. В. Ломоносов работал с 1741 по 1765 гг.
Причём сама эта башня была восстановлена специально для музея архитектором Р. И. Каплан-Ингелем, и сегодня является символом Российской академии наук. Позднее Музей М. В. Ломоносова был передан в состав Института истории естествознания и техники , а в 1993 г. вошёл в состав Музея этнографии и антропологии им. Петра Великого (Кунсткамера) Российской академии наук в качестве отдела. 1 июля 2009 г. отдел получил новое название: «Отдел истории Кунсткамеры и русской науки XVIII в. (Музей М. В. Ломоносова)», в 2019 г. вновь переименован в «Музей М. В. Ломоносова». 
К ведению отдела относятся экспозиции «Академический зал. Музей М. В. Ломоносова», «Первая астрономическая обсерватория Академии наук», «Большой Готторпский (Академический) глобус». В связи с бедственным состоянием коллекционных предметов и действующей системой распределения финансирования внутри музея в настоящее время ведутся активные работы по обновлению экспозиции — увеличению мультимедийного оборудования и уменьшению количества подлинников.
С момента своего возникновения до 2010 г. сотрудники Музея М. В. Ломоносова вели разноплановые исследования совместно со специалистами из академических учреждений России и Германии. Активное международное сотрудничество и поддержание высокого авторитета в исследовательской среде не прекращались в периоды внешнеполитических кризисов период Холодной войны. Исследовательская работа позволяет Музею в полной мере соответствовать статусу ведущего центра ломоносововедения, формировать дискуссионное поле в сфере изучения жизни и творчества М. В. Ломоносова. Среди публикаций музея особое место занимал сборник «Ломоносов», альманах, к настоящему моменту насчитывающий 10 томов.

## Сотрудники

Р. И. Каплан-Ингель

В период формирования музея, в начале 1950-х гг., в нём работало всего 3 сотрудника: архитектор Р. И. Каплан-Ингель, историк Т. В. Станюкович и историк науки В. Л. Ченакал. Коллектив музея со временем изменялся, но всегда был невелик. Особое значение музей придаёт работе стажёров и практикантов, вносящих существенный вклад в обеспечение исследовательской и фондовой работы. В 2000-х гг. музей сотрудничал с кафедрой источниковедения истории России Исторического факультета СПбГУ.

### Директора музея (с 1993 г. — заведующие отделомМАЭ РАН)
- Каплан-Ингель Роберт Исаакович — с 1946 по 1949 г.
- Ченакал Валентин Лукич — с 1949 по 1976 г.
- Соколова Нина Васильевна — с 1977 по 1993 г.
- Карпеев Энгель Петрович — с 1993 по 2002 г.
- Моисеева Татьяна Михайловна — с 2002 по 2007 г.
- Хартанович Маргарита Федоровна — с 2007 по 2019 г.
- Копанева Наталья Павловна — с 2019 по настоящее время.

## Коллекции

### Большой Готторпский (Академический) глобус
Большой Готторпский (Академический) Глобус-Планетарий — первый и некогда самый большой в мире глобус-планетарий; памятник науки и техники I категории . Создан в 1651—1664 гг. по заказу готторпского герцога Фридриха III группой мастеров, возглавлявшейся инженером Андреасом Бёшем. Автор проекта — Адам Олеарий. Глобус был установлен в Кунсткамере в 1717 г., однако с середины XVIII в. до 1948 г. находился в других местах (в том числе в г. Царское село, Нойштедт и Любек). В 1948 г. глобус был размещён в башне Кунсткамеры по проекту первого директора Музея М. В. Ломоносова Р. И. Каплан-Ингеля.

### Коллекция приборов и инструментов

Астролябия Арсениуса

Во времена М. В. Ломоносова, когда на смену эпохе барокко приходил век Просвещения, схоластика как метод познания стремительно уступала место практическому опыту. Сотрудники Петербургской академии наук вели разнообразные исследования, и для обоснования своих гипотез проводили многочисленные эксперименты. При Академии наук существовали Инструментальные палаты, снабжавшие кабинеты и лаборатории учёных необходимым инвентарём. Мастерство петербургских приборостроителей высоко оценивали в европейских академиях. Впрочем, целый ряд инструментов и приборов Академия закупала за рубежом. Так в коллекции музея находится Меридианный круг Т.Эртеля (1828); астролябия голландского мастера А.Арсениуса (XVII в.), принадлежавшая прославленному полководцу Тридцатилетней войны Альбрехту фон Валленштейну; коллекция армиллярных сфер, телескопов, напольных часов; выполненные в стиле барокко артиллерийские прицелы времён Семилетней войны; серебряный ординар XVI в. из г. Аугсбург; большое собрание математических инструментов. Музей экспонирует разнообразный химический инвентарь, поскольку М. В. Ломоносов создал при Академии наук первую в России Химическую лабораторию (по модели лаборатории саксонского горного советника И.Генкеля).

### Библиотека и архив
Музей М. В. Ломоносова имеет Библиотеку и Архив. Библиотека является подсобным фондом музея, насчитывает ок. 6000 томов и включает издания XIX—XXI вв: издания, посвящённые жизни и деятельности М. В. Ломоносова, публикации сотрудников музея, справочники по истории науки и техники на восьми языках. Также в библиотеке имеются все собрания сочинений М. В. Ломоносова, когда-либо выходившие в нашей стране, начиная с конца XVIII в. Архив музея включает материалы, отражающие, в том числе, историю формирования музея (например, стенограммы заседаний Комиссии по истории АН СССР и переписку с С. И. Вавиловым, Президентом АН СССР), а также личные фонды.

## Основные труды сотрудников музея

### Монографии
- Бренева И. В. История Инструментальной палаты Петербургской Академии наук (1724—1766) / Рец.: А. С. Мыльников, Г. И. Смагина; Рос. акад. наук. Музей М.В. Ломоносова. — СПб.: Наука, 1999. — 168, [8] с. — 500 экз. — ISBN 5-02-024887-8.
- Карпеев Э. П., Шафрановская Т. К. Кунсткамера. СПб., 1996.
- Карпеев Э. П. Русская культура и Ломоносов. СПб, 2005.
- Летопись жизни и творчества М. В. Ломоносова / Сост. В. Л. Ченакал, Г. А. Андреева, Г. Е. Павлова, Н. В. Соколова. М.; Л., 1961.
- М. В. Ломоносов: Краткий энциклопедический словарь / Под ред. Э. П. Карпеева. СПб., 1999.
- Макаров В. К. Художественное наследие М. В. Ломоносова. М.; Л., 1950.
- Станюкович Т. В. Кунсткамера Петербургской Академии наук. М.; Л., 1953.
- Ченакал В. Л. Очерки по истории русской астрономии. М.; Л., 1951.
- Ченакал В. Л. Русские приборостроители первой половины XVIII в. Л., 1953.
- Chenakal V.L. Watchmakers and clockmakers in Russia 1400 to 1850. London, 1972.
- Karpeev E.P. Der grosse Gottorfer Globus. St.-Petersburg, 2000.

### Статьи
- Кондрашова Е. А. Минц-Кабинет Петербургской Кунсткамеры // Сборник МАЭ. СПб., 2004. Т. XLIX.
- Моисеева Т. М. Научные инструменты Петербургской Кунсткамеры: От «курьезных экспериментов» до экспериментальных наук // Вопросы истории естествознания и техники. М., 2008. № 1. С.65-80.
- Моисеева Т. М. Первая астрономическая обсерватория // Наука и жизнь. 2004. № 7. C. 72-78.
- Моисеева Т. М. Петровская Кунсткамера и кунсткамеры Европы // Наука и техника. Вып. XII. СПб., 1996. С. 54.
- Моисеева Т. М. Эйлер и становление метрической системы в России // Леонард Эйлер и современная наука. СПб., 2007. С. 340—346.
- Ченакал В. Л. Зажигательные стекла и зеркала Чирнгауза в России // Труды ИИЕТ. М., 1960. Т. 34.
- Moiseeva T. The Chemical laboratory of Lomonosov is the First Scientific and Educational laboratory in Russia // XXV Scientific Instrument Symposium. Krakow, 2006. P.71.
- Moisejeva T., Smirnova O.A. Die Ursprünge des russischen Porzellans // Keramos. Heft 202. Düsseldorf, 2008. S. 57-64.
- Moisseeva T. Das Lomonossov Museum // Palast des Wissens. Bd 1. München, 2003. S. 177—189.
- Moisseeva T. Das Reform der Zeitmessung in Russland und die St.Petersburger Akademie der Wissenschaften // Palast des Wissens. Bd 2. München, 2003. S. 243—248.
- Moisseeva T. Scientifica of the Petersburg Kunstkamera as the instruments for the introduction of the new European knowledge in Russia // XXIII Scientific Instrument Symposium. Dresden, 2004. P. 67.
- Moisseva T. Les Suisses et la création de l’Académie Pierre le Grand // Suisse-Russie: Des Siècles d’Amour et d’Oubli 1680—2006. Fribourg. 2006. P.35-42.
- Moisseva T. Pierre le Grand, De la Moscovie ả L’Empire // Du Tsar ả l’Impereur. Bruxelles, 2005. P. 116—126.
- Хартанович М.В. Организация музея М.В. Ломоносова при Музее антропологии и этнографии им. Петра Великого (Кунсткамера) РАН // История Петербурга. - 2011. - 5 (63). С. 47-50.
- Хартанович М.В., Кравченко Т.М. Учреждение Музея М.В. Ломоносова и его первый директор Р.И. Каплан-Ингель // Ломоносовские чтения в Кунсткамере. Вып. 1. СПб., 2011. C. 121-129.
- Ломоносовские чтения в Кунсткамере. К 300-летию со дня рождения М. В. Ломоносова. /Отв.  ред. М. Ф. Хартанович , Ю. К. Чистов. Вып. 1. СПб., 2011.

## См.также
- Ломоносов Михаил Васильевич
- Кунсткамера
- Петербургская академия наук